# Ҝ
Ҝ (minuscule : ҝ) est une lettre additionnelle de l’alphabet cyrillique qui a été utilisée dans l’écriture de l’azéri de 1939 à 1991. C’est l’équivalent de la lettre latine G.

## Représentation informatique
Le ka barre verticale peut être représenté avec les caractères Unicode suivants :
| formes    | représentations | chaînes de caractères | points de code | descriptions                                   |
| --------- | --------------- | --------------------- | -------------- | ---------------------------------------------- |
| capitale  | Ҝ               | Ҝ                     | U+049C         | lettre majuscule cyrillique ka barre verticale |
| minuscule | ҝ               | ҝ                     | U+049D         | lettre minuscule cyrillique ka barre verticale |